# OSS 117 – Rio nie odpowiada
OSS 117 - Rio nie odpowiada (fr. OSS 117: Rio ne répond plus) – francuska komedia z 2009 roku w reżyserii Michela Hazanaviciusa. Zdjęcia kręcono w Paryżu oraz w Brazylii (Rio de Janeiro, Brasília, Foz do Iguaçu).

## Opis fabuły
Rok 1967. Agent francuskiego wywiadu działający pod pseudonimem OSS 117 (Jean Dujardin) udaje się do Brazylii. Ma odszukać nazistę, profesora von Zimmela (Rüdiger Vogler). Naukowcem interesuje się także Mossad. Wkrótce ponętna izraelska agentka, Dolores Koulechov (Louise Monot), nawiązuje współpracę z francuskim szpiegiem. Pomaga im hipis Heinrich (Alex Lutz), syn nazisty.

## Obsada
- Jean Dujardin jako Hubert Bonniseur de La Bath, alias OSS 117
- Louise Monot jako Dolores Koulechov
- Alex Lutz jako Heinrich von Zimmel
- Rüdiger Vogler jako profesor von Zimmel